# Raúl Estévez
Raúl Enrique Estévez (Lomas de Zamora, Buenos Aires, Argentina, 21 de enero de 1978), conocido por su apodo como el "Pipa" Estévez, es un exfutbolista argentino que jugaba de delantero y su último club fue Barracas Central de la Primera B Metropolitana.
En su extensa carrera ha pasado por importantes equipos de Argentina, Brasil y Chile.

## Carrera
Estévez se inició en las divisiones inferiores de Lanús, pero una discusión con un entrenador hizo que dejara el club a los 12 años y se sumara a San Lorenzo.
En el año 1995 es ascendido al primer equipo y debutando el mismo año.
En el 2001 sale campeón del Torneo de Clausura con San Lorenzo, formando una gran dupla de ataque con Bernardo Romeo en un equipo que consiguió el récord de puntos en torneos cortos. En el semestre siguiente, gana también con San Lorenzo la Copa Mercosur, aunque la final de vuelta se jugó en enero de 2002, debido a la crisis de diciembre de 2001 en Argentina.
En el 2002 pasa a Boca Juniors, donde jugó todo el campeonato en un gran nivel en donde el DT Carlos Bianchi lo Bautiza como el nuevo Corbatta. En ese momento el Club Boca pagó 1 350 000 dólares por él, sin embargo, Estévez informó que solo recibió 550 000 dólares de esa operación. En aquellos momentos el exvicepresidente de Boca Juniors Roberto Digón increpó al presidente del club Mauricio Macri dónde estaban los 600 mil restantes, ya que esa diferencia jamás ingresó al club. Posteriormente Digón denunciaría a Mauricio Macri y a Gustavo Arribas por irregularidades en el pase de futbolistas señalando que actitudes que rozan lo delictivo, especialmente en las compras y ventas de jugadores y que los intermediarios eran testaferros de Macri, como el escribano Gustavo Arribas o Fernando Hidalgo, quienes responden al presidente de Boca y entonces aceptan que la transferencia no se haga.
En el 2003 gana un campeonato argentino y también la Copa Libertadores con Boca Juniors.
En el año 2004 pasa a jugar al Botafogo de Brasil, en donde al poco tiempo de llegar se convirtió en una de las figuras del equipo.
El segundo semestre del 2004 vuelve Argentina al ser incorporado por Colón de Santa Fe, que tenía como técnico al Coco Basile, en donde logró hacer un gran campeonato peleando el torneo hasta último momento.
En el año 2005 se va a Racing, en donde es figura tan solo con pocos partidos,. Gracias a sus destacadas actuaciones, logra jugar el total de los partidos de su equipo dirigido por Guillermo Rivarola.
En el año 2006 consigue emigrar por primera vez a Europa, al Académica de Coimbra de Portugal. tuvo un gran comienzo y al poco tiempo terminó su contrato.
En el año 2008 ficha por la Club de Fútbol Profesional de la Universidad de Chile, donde tuvo un primer semestre bastante irregular, pero cuyo segundo semestre lo hizo convertirse en uno de los pilares de su equipo, consiguiendo ganar la fase regular y clasificar a la copa Libertadores de América.
En el año 2009, y luego de no llegar a acuerdo con el Universidad de Chile, ficha por Unión Española consiguiendo ganar la fase regular y clasificar a la copa sudamericana y luego llegar a la final del torneo de fútbol chileno, logrando el subcampeonato del Torneo de Apertura 2009, el cual ganó la Universidad de Chile.
En el 2010 también con Unión Española logra ganar la liguilla dejándolos clasificados para la Copa Libertadores de América 2011.
En el 2011 continúa su exitosa carrera en Unión Española, donde llega a participar de los cuartos de final del Torneo Clausura de Chile 2011 donde la UE queda eliminado por la U de Chile. Llegada la Navidad de ese año Raúl Estévez se desvincula de la Unión Española.
Como exfutbolista participó de la selección argentina de showbol junto a otras viejas glorias del fútbol argentino.
En julio de 2013 se confirma su regreso al fútbol profesional, tras fichar con el club Boca Unidos de Corrientes, de la segunda división de Argentina.
A finales de 2022 asumió como nuevo entrenador de Boca Unidos, volviendo en un nuevo rol a la institución correntina.
El 20 de abril, luego de un empate ante Sol De América por la Federal A renuncia como entrenador luego de 1 año y 2 meses en el cargo.

## Clubes

### Como jugador
| Club                 | País      | Año       |
| -------------------- | --------- | --------- |
| San Lorenzo          | Argentina | 1995-2002 |
| Boca Juniors         | Argentina | 2002-2004 |
| Botafogo             | Brasil    | 2004      |
| Colón de Santa Fe    | Argentina | 2004-2005 |
| Racing Club          | Argentina | 2005-2006 |
| Académica de Coimbra | Portugal  | 2006-2007 |
| Universidad de Chile | Chile     | 2008      |
| Unión Española       | Chile     | 2009-2011 |
| Boca Unidos          | Argentina | 2013-2014 |
| Barracas Central     | Argentina | 2015      |

### Como entrenador
| Club        | País      | Año       | PJ | PG | PE | PP | GF | GC | DG | EF% |
| ----------- | --------- | --------- | -- | -- | -- | -- | -- | -- | -- | --- |
| Boca Unidos | Argentina | 2023-2024 | 1  | 0  | 0  | 1  | 0  | 2  | -2 | 0%  |
| Total       | Total     | Total     | 1  | 0  | 0  | 1  | 0  | 2  | -2 | 0%  |

## Palmarés

### Como jugador

#### Campeonatos nacionales
| Título           | Equipo       | País      | Año    |
| ---------------- | ------------ | --------- | ------ |
| Primera División | San Lorenzo  | Argentina | C-2001 |
| Primera División | Boca Juniors | Argentina | A-2003 |

#### Campeonatos internacionales
| Título            | Equipo       | Sede         | Año  |
| ----------------- | ------------ | ------------ | ---- |
| Copa Mercosur     | San Lorenzo  | Buenos Aires | 2001 |
| Copa Libertadores | Boca Juniors | São Paulo    | 2003 |